# Fővárosi nemzetközi repülőtér
A Fővárosi nemzetközi repülőtér (IATA: CCE, ICAO: HECP) (arabul: مطار العاصمة الدولي) Egyiptom tervezett fővárosa új nemzetközi repülőtere, amely még nem kapott nevet. Kairótól mintegy 45 km-re keletre található, a Kairótól nyugatra fekvő Szfinx nemzetközi repülőtérrel egy időben épült. 16 négyzetkilométer területű, és várhatóan részben enyhíti a Kairói nemzetközi repülőtérre és a Szfinx nemzetközi repülőtérre nehezedő nyomást.
A repülőteret Abd el-Fattáh esz-Szíszi egyiptomi elnök avatta fel, és az Egyiptomi Repülőterek Társasága (EAC) 2019. július 9-én nyitotta meg egy hónapos próbaidőszakra (300 fő/óra utasforgalommal), a kereskedelmi üzem 2020-ban indult. A repülőtér fővállalkozója a Hassan Allam Holding, üzemeltetője az Egyiptomi Repülőterek Társasága (EAC), tulajdonosa az Egyiptomi Fegyveres Erők.

## Létesítmények
A Fővárosi nemzetközi repülőtér főépülete 5000 négyzetméteres, létesítményeinek kapacitása 1 millió utas/év (később bővíthető), amely a lakosság, valamint a kőolajipari vállalatok, magánrepülőgépek és légi taxis járatok kiszolgálását célozza. A terminálépület 3500 négyzetméteres földszinti területen helyezkedik el. A repülőtérhez tartozik egy utasterminál, amelynek jelenlegi kapacitása 300 utas/óra, nyolc parkolóhely a repülőgépek számára, 45 kiszolgáló és adminisztratív épület, egy légi irányítótorony és egy 3650 méter hosszú kifutópálya, ami nagy méretű repülőgépek fogadására is alkalmas, világítással és automatikus leszállító rendszerrel.

## Forgalom
Az utasforgalom az elmúlt években az alábbi módon változott:
| 2022 | 53 |

## Légitársaságok és úticélok
2023-ban a Fővárosi nemzetközi repülőtérről az alábbi járatok indulnak:
| Légitársaság | Célállomások              |
| ------------ | ------------------------- |
| Smartwings   | Szezonális charter: Prága |

## További hivatkozások
- Egyiptom repülőtereinek listája